# Zeit der Schuldlosen
Zeit der Schuldlosen ist ein Schauspiel von Siegfried Lenz. Uraufgeführt wurde das Werk am 19. September 1961 im Deutschen Schauspielhaus Hamburg unter der Regie von Peter Gorski.

## Handlung
In einem Land, das von einem diktatorischen Regime geführt wird, soll ein Gefangener die Namen von im Untergrund tätigen Widerstandskämpfern preisgeben. Dazu wird er gemeinsam mit neun unschuldigen Bürgern des Staates in ein Gefängnis gesperrt. Die Regierung hofft, dass die Unschuldigen einen solchen Druck auf den Mann ausüben, dass dieser die Namen verrät. Dieser Plan misslingt, der Gefangene wird eines Nachts durch einen der unschuldig Mitgefangenen erwürgt, die Neun werden daraufhin freigelassen. Als es zum Sturz der Diktatur kommt und eine neue Staatsführung an die Macht kommt, werden die neun „Schuldlosen“, von denen ja in Wirklichkeit einer schuldig des Mordes ist, erneut gemeinsam eingesperrt, um diesmal herauszufinden, wer der Mörder war.
Schließlich nimmt einer der neun, der die Tat nicht begangen hat, diese doch auf sich, um den anderen ein Leben in Freiheit zu ermöglichen. Völlig von jeder Schuld freisprechen kann sich aber keiner der Eingesperrten, denn, wie Lenz sagt, kann „in einer Zeit der Gewalt (…) seine Unschuld nur bewahren, wer bereit ist, einen Teil von Schuld auf sich zu nehmen“.

## Entstehung
Lenz hatte das Stück zunächst als eine Novelle geplant. Die erzählerischen Möglichkeiten dieser Literaturgattung erschienen ihm jedoch alsbald als nicht ausreichend für seine erzählerische Absicht, sodass er ein Hörspiel daraus machte, aus dem wiederum das Theaterstück entstand. Es handelt sich um das erste Schauspiel des Schriftstellers.

## Auszeichnungen
Siegfried Lenz erhielt für das Stück 1970 den Gerhart-Hauptmann-Preis und 1962 den Literaturpreis der Stadt Bremen.

## Das Hörspiel
Anregung für dieses Hörspiel gab ein chinesisches Märchen, in dem 10 Männer während eines Gewitters in einen Tempel flüchten. Das alte Gemäuer wird durch einen Blitz bedroht, also muss sich offenbar ein großer Sünder unter ihnen befinden. Daraufhin hängen die Männer ihre Strohhüte vor das Tor in der Annahme, dass der Wind den Hut des Sünders als ersten wegweht. Der Betroffene wird von den anderen erbarmungslos ins Freie gestoßen. Als der Blitz einschlägt, werden die Neun im Tempel getötet. Der Ausgestoßene bleibt unversehrt, weil er der einzige Gerechte war.
Das Hörspiel wurde vom SWF in Zusammenarbeit mit dem NDR produziert. Die Erstausstrahlung fand am 7. Februar 1960 statt und hatte eine Laufzeit von 68'05 Minuten. Die Regie führte Fritz Schröder-Jahn. Die Rolle des Sasons sprach Friedrich Siemers. Die weiteren Sprecher waren so bekannte Schauspieler wie Hans Goguel als Wächter, Siegfried Wischnewski als Major, Willy Trenk-Trebitsch als Hotelier, Walter Starz als Drucker, Herbert Fleischmann als Bankmann, Eric Schildkraut als Bauer, Hanns Bernhardt als Ingenieur, Heinz Schimmelpfennig als Lastwagenführer, Hanns Lothar als Student und Kurt Ehrhardt als Baron.
Das Hörspiel wurde 1961 mit dem Gerhart-Hauptmann-Preis ausgezeichnet.

## Verfilmung
Regisseur Thomas Fantl verfilmte das Werk 1964 unter dem Titel Die Zeit der Schuldlosen. Das Drehbuch zum Film schrieb Fantl gemeinsam mit Siegfried Lenz, Regie führte – wie beim Hörspiel – Fritz Schröder-Jahn. Vier Schauspieler aus dem Hörspiel waren erneut dabei und spielten auch wieder jeweils dieselbe Rolle: Hans Goguel, Willy Trenk-Trebitsch, Herbert Fleischmann und Eric Schildkraut. Neu besetzt waren Hans-Christian Blech als Sason, Walter Klam als Major, Erwin Klietsch als Drucker, Gerd Martienzen als Ingenieur, Hans Helmut Dickow als Lastwarenfahrer, Hartmut Reck als Student, Karel Štěpánek als Baron, Wolfgang Stumpf als Arzt, Egon-Fabian Wander als Hauptmann und Willem Fricke als Posten.